# Baldersheim (Aub)
Baldersheim ist ein Gemeindeteil der Stadt Aub im unterfränkischen Landkreis Würzburg in Bayern.

## Geografische Lage
Das nördlich der Burgruine Reichelsburg gelegene Pfarrdorf Baldersheim liegt westlich der Stadt Aub und südlich der Gemarkung des Marktes Gelchsheim. Südlich der Auber / Baldersheimer Gemarkung befindet sich Waldmannshofen, ein Gemeindeteil von Creglingen im Main-Tauber-Kreis, welches bereits zum Bundesland Baden-Württemberg gehört. Weiter südöstlich befindet sich Burgerroth mit der um 1200 errichteten Kunigundenkapelle.

## Geschichte
Das Gebiet von Baldersheim war wohl bereits in vor- und frühgeschichtlicher Zeit besiedelt. In den Flurlagen Kauberstatt und Staffelsbrunn wurden bereits vor dem Zweiten Weltkrieg archäologische Entdeckungen gemacht. Erstmals erwähnt wurde das heutige Dorf am 11. Februar 961 in einer Urkunde Kaiser Ottos I. worin er auf Bitten des Bischofs Poppo von Würzburg der Herzogin Judith von Bayern [Tochter Arnulfs des Bösen und der Judith von Friaul und Witwe Herzog Heinrichs I.] die Orte Sonderhofen (Sunderorenhof) und Baldersheim (Baldoluesheim) im ostfränkischen Taubergau in der Grafschaft des Gerung mit allem Zubehör, Höfen, Hörigen und Weinbergen zu freiem Eigen schenkt. Durch Judiths Tochter Gerberga, Äbtissin des Kanonissenstift Gandersheim, kam Baldersheim danach an das niedersächsische Kloster. Am 6. Juli 1009 verfügte Kaiser Heinrich II., dass Baldersheim (Paldolfesheim) dem von ihm neu gegründeten Bistum Bamberg zugeschlagen werden sollte.
Mit der Reichelsburg, die in unmittelbarer Nähe zum Dorf liegt, etablierten sich Ministeriale, die zwischen 1230 und 1803 die Dorfherrschaft innehatten. Die Vogtei blieb allerdings in den Händen der Hohenlohe und der Herren von Weinsberg. Nach dem Erlöschen der Linie Hohenlohe-Brauneck fiel das Lehen der Herrschaft Reichelsberg zurück an das Hochstift Bamberg, die es noch im gleichen Jahr gegen Güter in Oberfranken mit dem Hochstift Würzburg tauschte. 1401 belehnte Bischof Johann von Egloffstein den Erbkämmerer des Heiligen Römischen Reiches, Konrad von Weinsberg, mit der Herrschaft Reichelsberg. 1477 wurde Reinhardt Truchseß von Baldersheim von Philipp dem Älteren von Weinsberg als Amtmann auf der Reichelsburg eingesetzt. Nachdem 1516 die Weinsberger im Mannesstamm erloschen war, fiel das Erbe an Gräfin Katharina von Königstein, geborene von Weinsberg. Sie verkaufte schließlich 1521 die Reichelsburg mit weiteren Besitzungen für 49300 Gulden dem Hochstift Würzburg. Nach der Zerstörung der Reichelsburg am 22. April 1525 im Deutschen Bauernkrieg wurde die Burg nicht wieder aufgebaut. In den Folgejahren diente sie als Steinbruch, sodass heute von der einst mächtigen Burg noch Ringmauern, Kellergewölbe und der alte Bergfried zu bestaunen sind. Im Jahr 1602 starben die Truchseßen von Baldersheim aus, die ebenfalls um das Dorf begütert gewesen waren. Ihre Besitzungen, darunter Baldersheim, fielen an das Hochstift Würzburg zurück.
Nachdem die kleinen Adelsgeschlechter durch die Mediatisierung zu Beginn des 19. Jahrhunderts ihre Herrschaftsgebiete verloren hatten, kam Baldersheim an Bayern. Nach einer Zwischenzeit im Großherzogtum Würzburg wurde das Dorf als Ruralgemeinde im Jahr 1814 endgültig bayrisch. Im Zuge der Gebietsreform in Bayern verlor Baldersheim seine Unabhängigkeit und wurde am 1. Mai 1978 nach Aub eingegliedert.

## Kultur und Sehenswürdigkeiten
Den Mittelpunkt des Dorfes bildet noch heute die katholische Pfarrkirche St. Georg deren Kern bereits auf das 14. Jahrhundert zurückgeht. Hierauf verweisen nicht nur die spätgotischen Figuren der Frankenapostel um den heiligen Kilian, sondern auch die Bauform einer Wehrkirche, deren mittelalterlichen Verteidigungsmauern sich bis heute erhalten haben. Zu Beginn des 17. Jahrhunderts erhielt sie durch Fürstbischof Julius Echter von Mespelbrunn den typischen oktogonalen Turm, der beachtliche 50 Meter in die Höhe ragt. Das Langhaus wurde im Jahr 1901 umgestaltet. Unmittelbar neben der Kirche befinden sich eine Ölbergkapelle des 15. Jahrhunderts und ein Beinhäuschen wohl aus dem 17. Jahrhundert.
Sehenswert ist die Burgruine Reichelsburg deren Vorgängerbau erstmals 1230 urkundlich erwähnt wird. Die regelmäßig-viereckige Anlage, mit rundem, östlichem Bergfried, befindet sich auf einer leichten Anhöhe südlich von Baldersheim. Der Bergfried ist im Sommerhalbjahr Sonntags, oder wenn die Fahne auf der Burg weht, begehbar und bietet einen herrlichen Ausblick. Dort findet alljährlich am Wochenende nach Fronleichnam das Reichelsburgfest statt.
Von der ehemaligen dörflichen Selbstverwaltung zeugt noch heute der sogenannte Wartturm aus dem 15. Jahrhundert und das ehemalige Rathaus des 18. Jahrhunderts. Der Bau des Letzteren wird bereits 1587 in einem Verzeichnis erwähnt. Die Baukosten für das Rat- und Schulhaus in Baldersheim wurden damals mit 300 Gulden veranschlagt. 1786/1787 wurde es durch das noch heute erhaltene Gebäude an gleicher Stelle ersetzt. Die Zehntscheune, von der sich noch einige Teile erhalten haben, weist auf die feudale Ordnung des 17. Jahrhunderts hin. Im Dorf und in der Flur haben sich viele Bildstöcke der verschiedenen Jahrhunderte erhalten. Älteste dieser Martern ist das Relief der Kreuzigung im Beinhäuschen, das auf 1450 datiert. Im Friedhof ist die Laurentiuskapelle aus dem 18. Jahrhundert gelegen. Bei ihrem Bau wurden Bauteile und Ausstattungen des spätgotischen Vorgängerbaus des 14. Jahrhunderts verwendet.

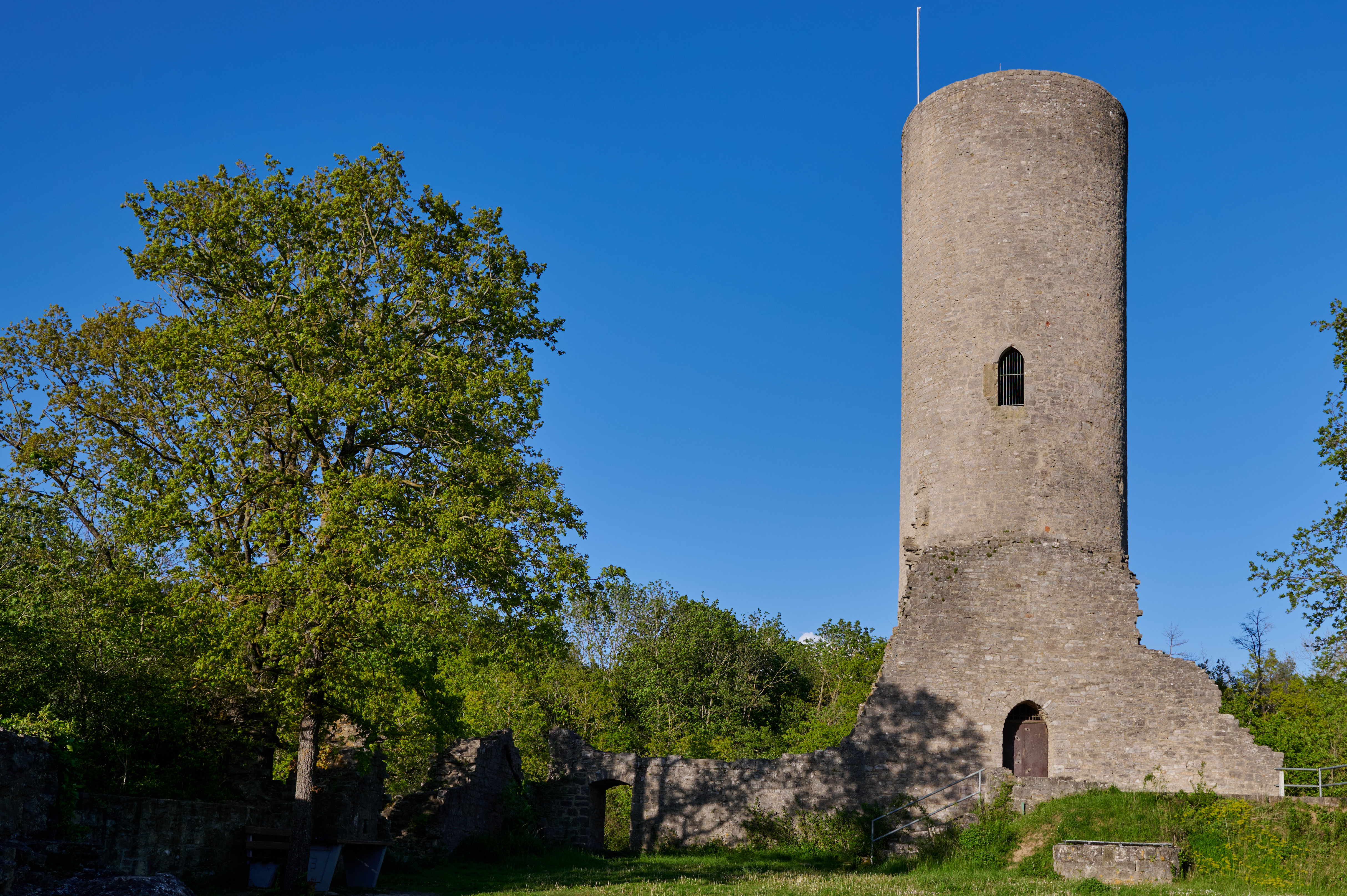
Bergfried der Reichelsburg
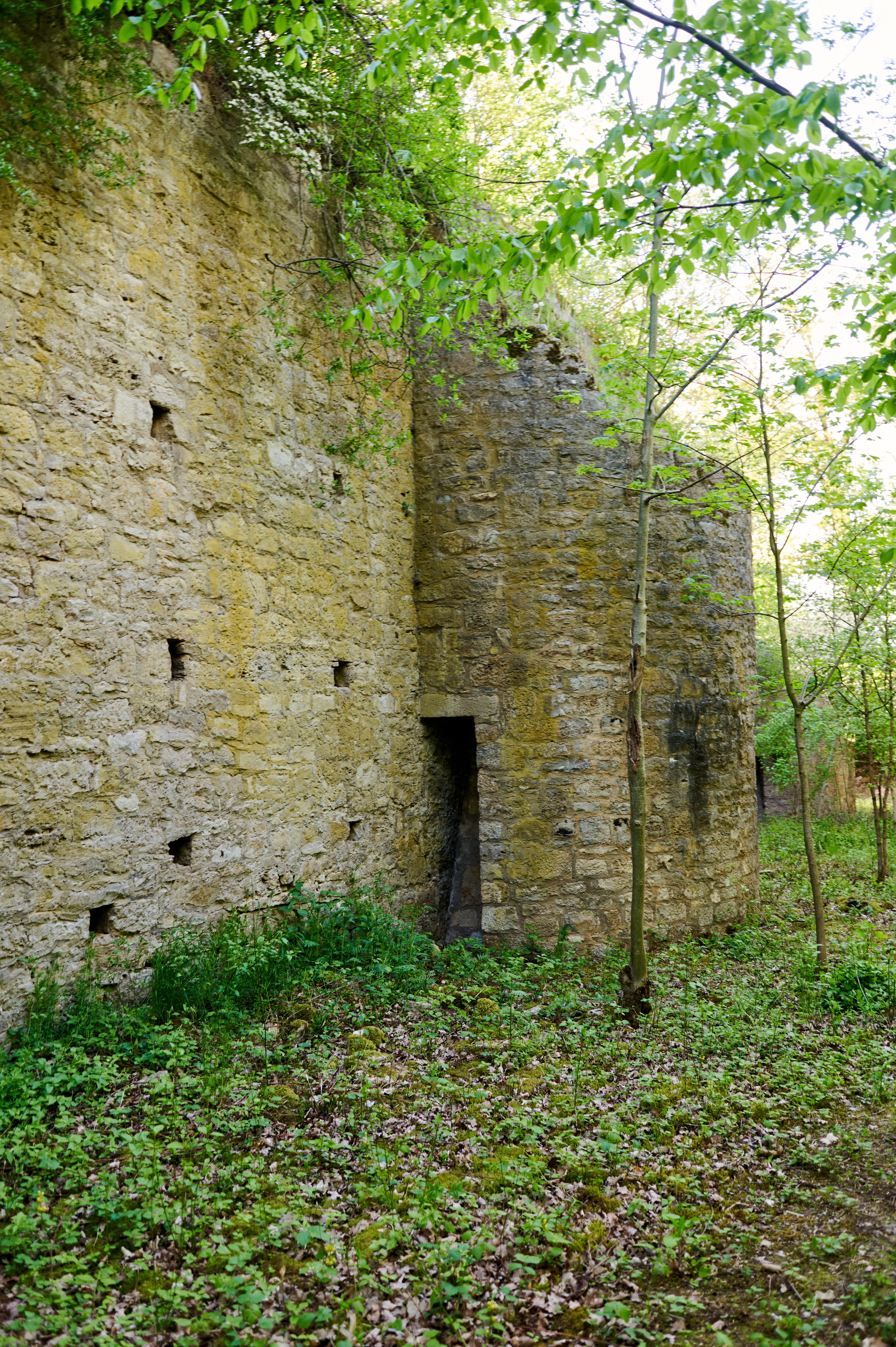
Zwingermauer der Reichelsburg
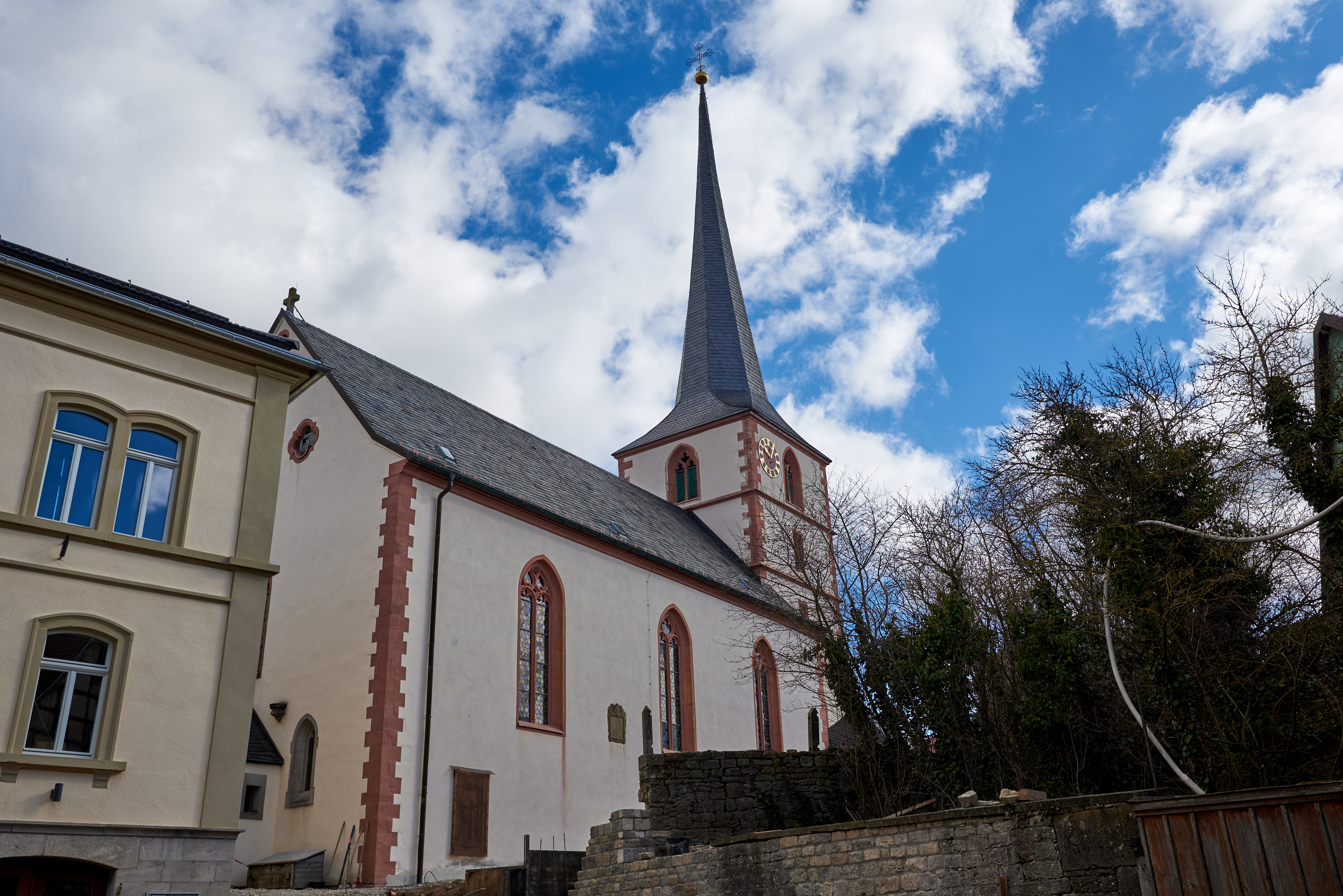
Wehrkirche St. Georg
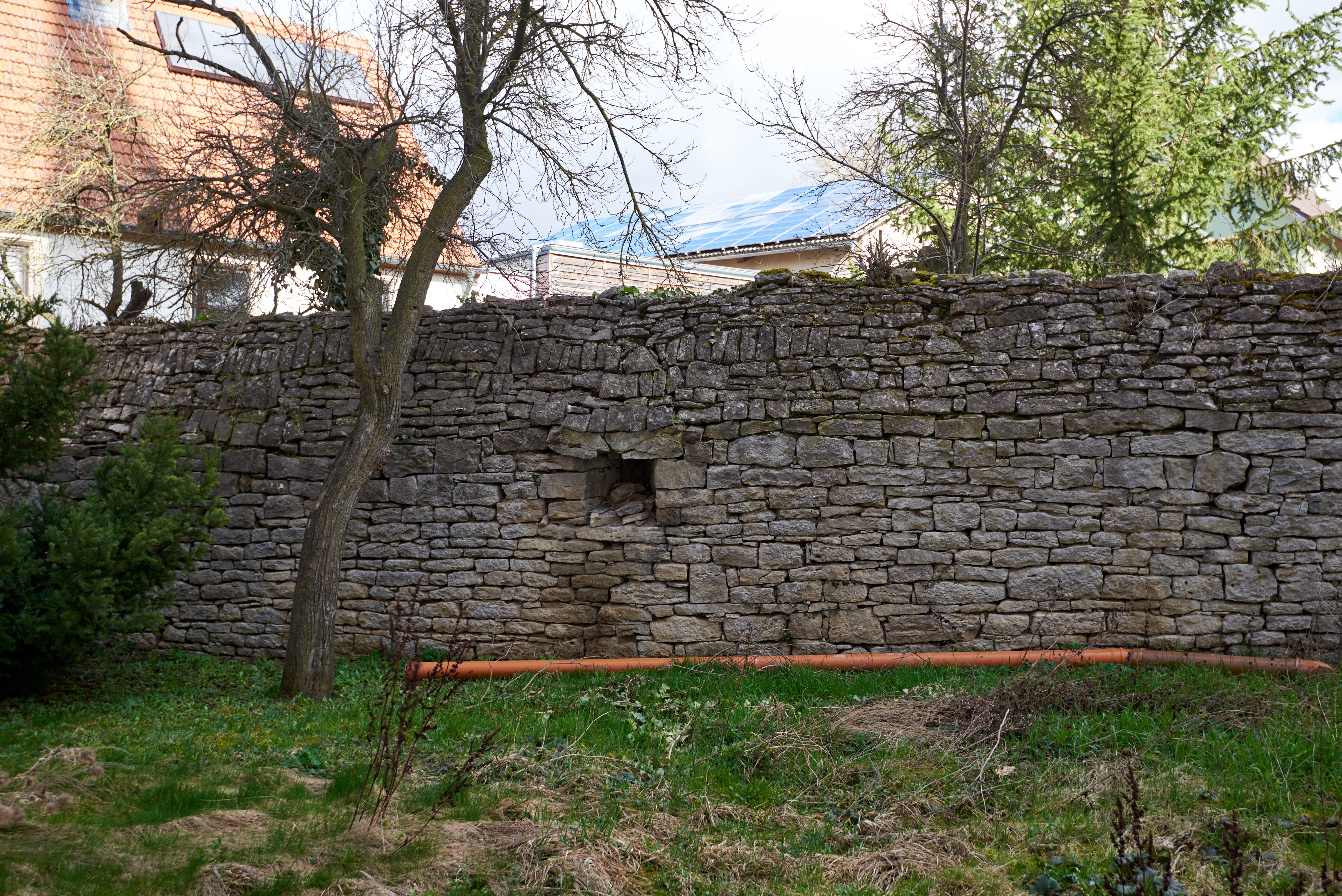
Mauer der Wehrkirche mit Schießscharte
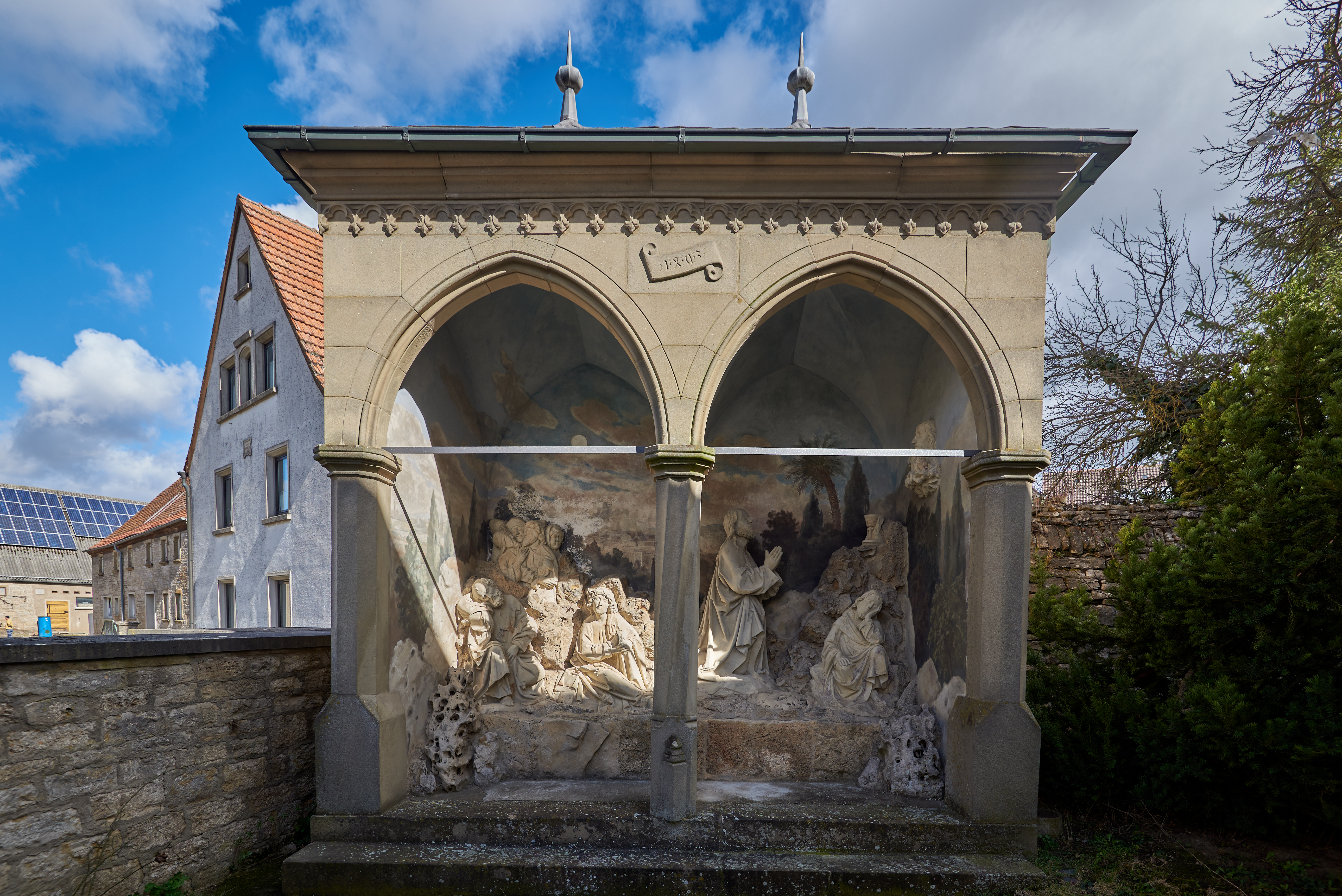
Ölbergkapelle, um 1500
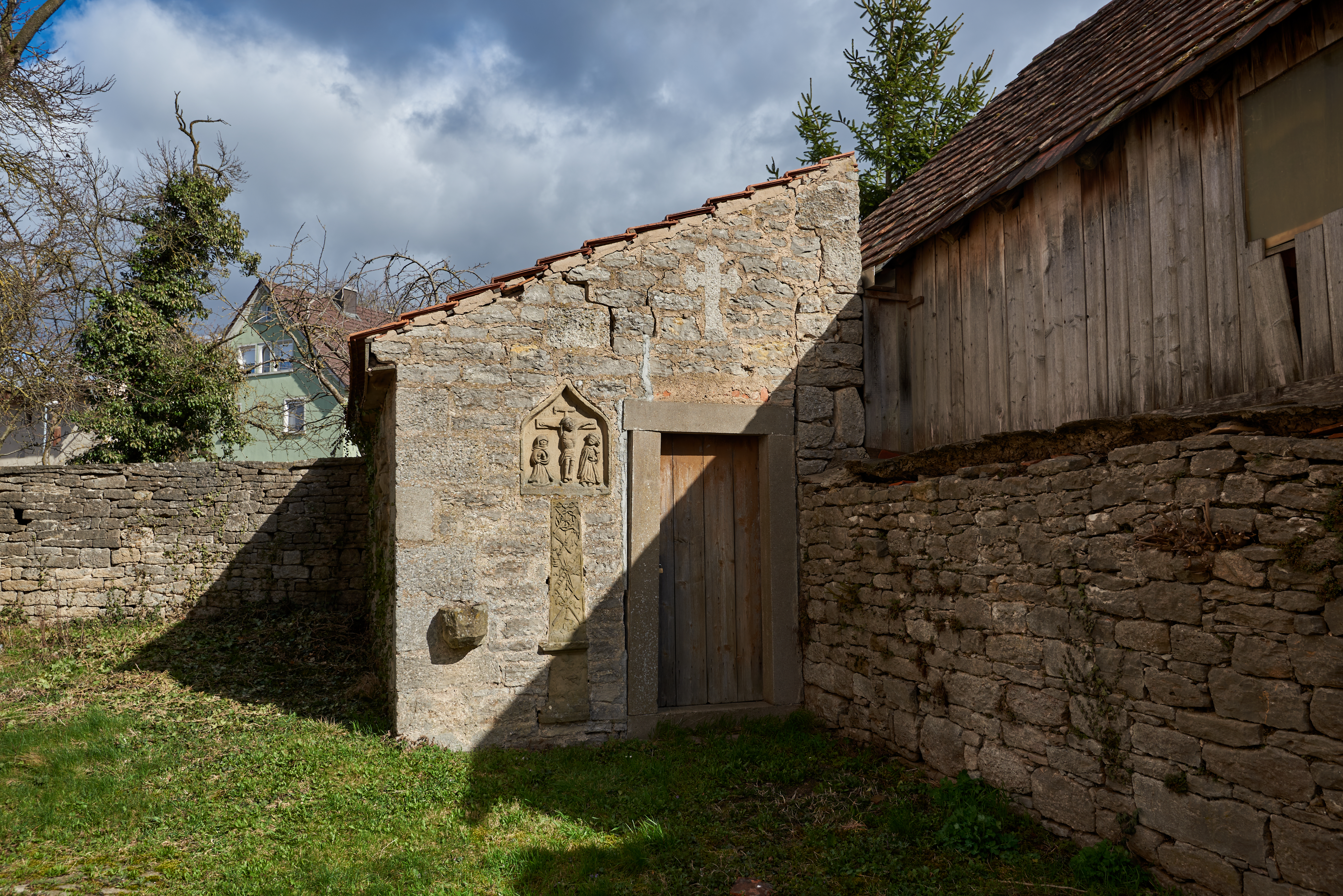
Beinhaus mit Bildstock von 1450
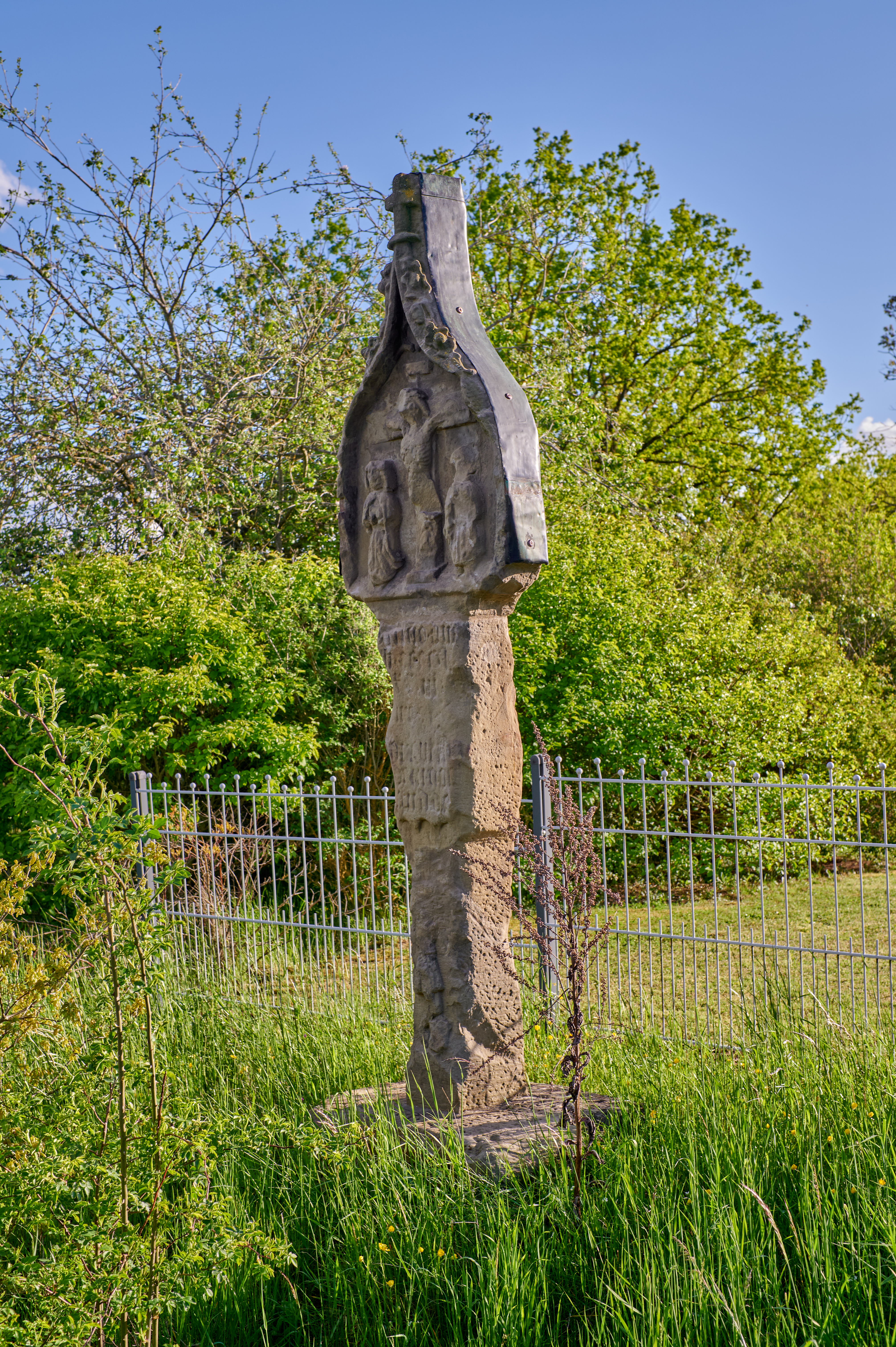
Bildstock, 15. Jahrhundert
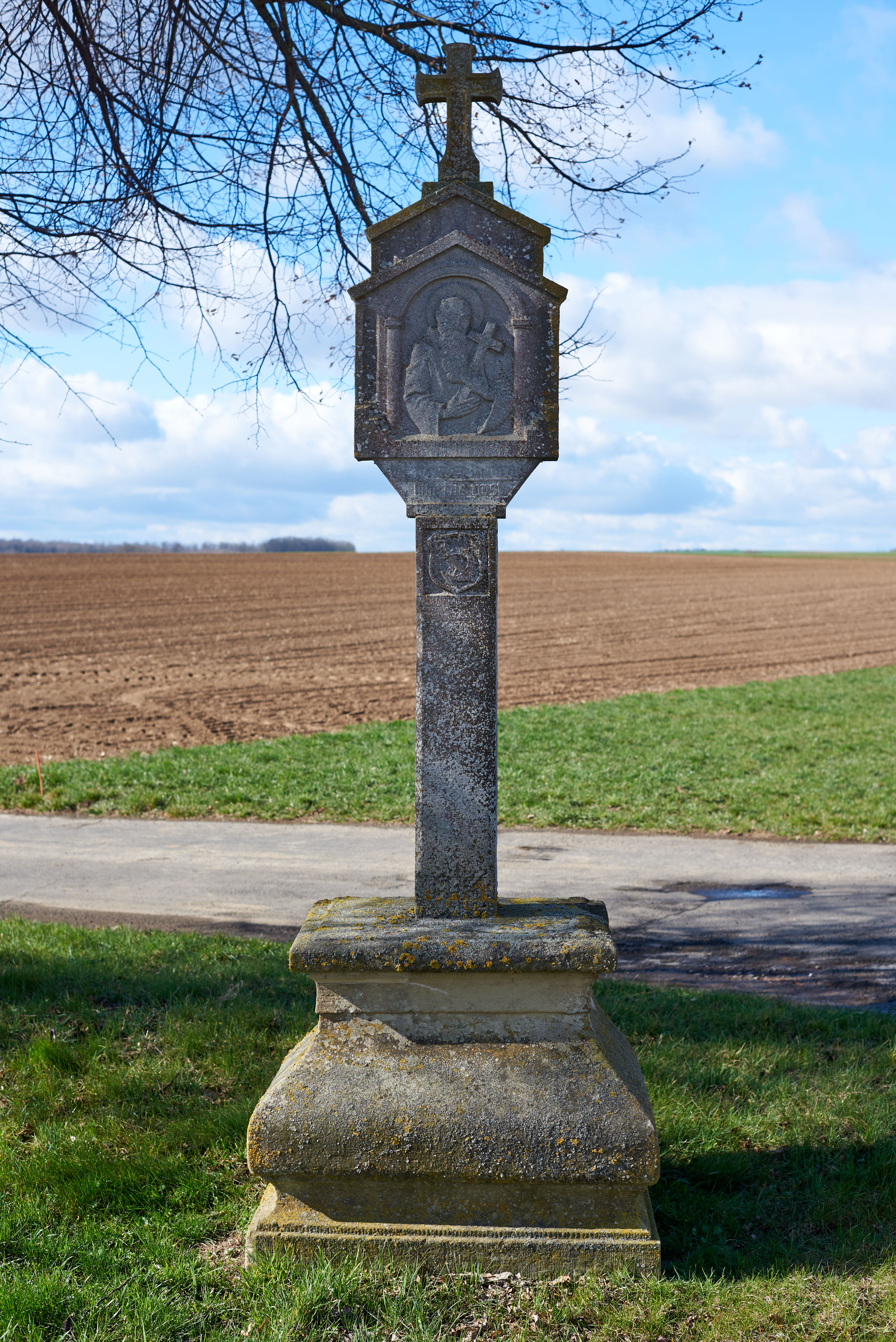
Bildstock, 18. Jahrhundert
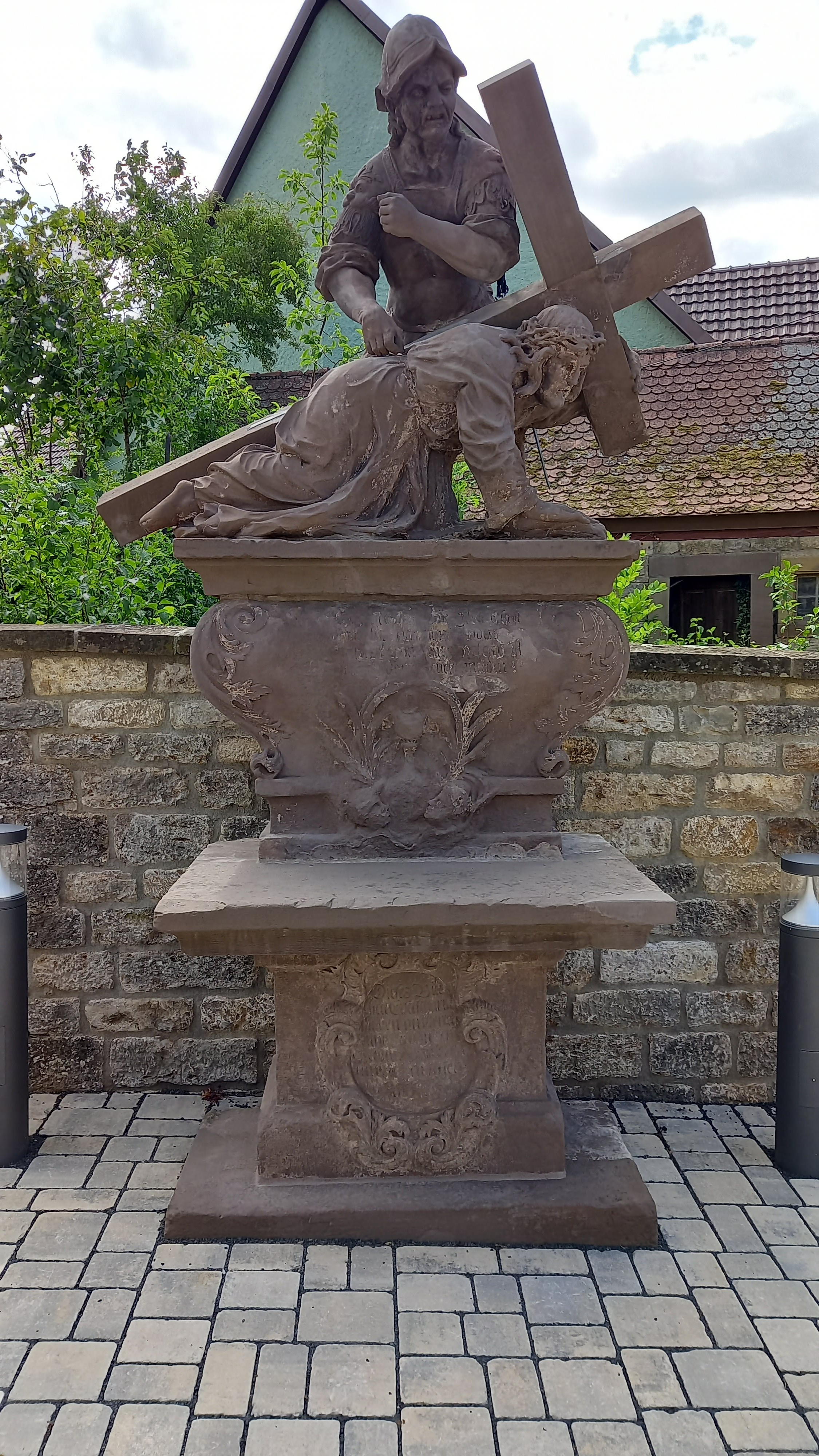
Kreuzschlepper, 18. Jahrhundert
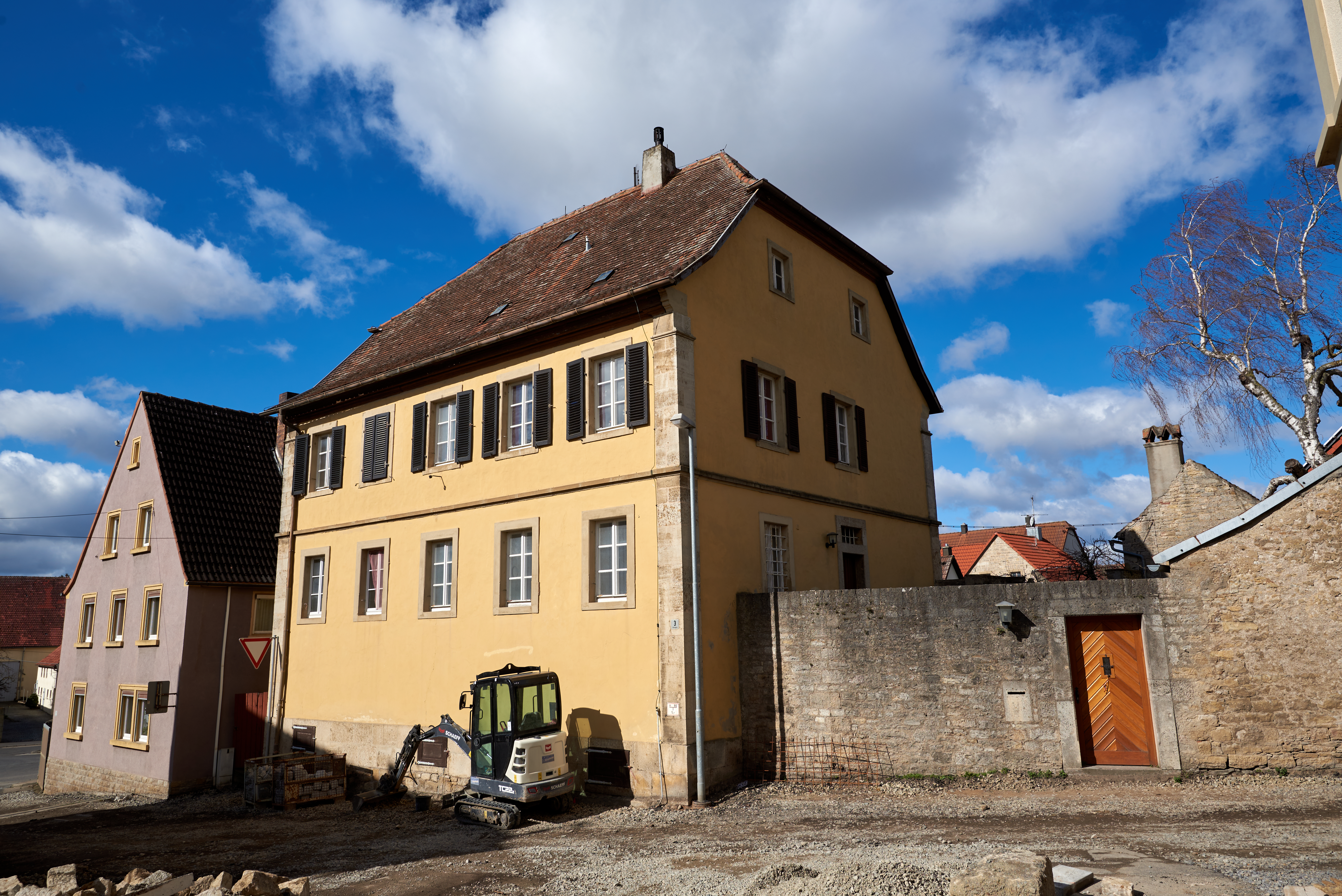
Pfarrhof, frühes 19. Jahrhundert
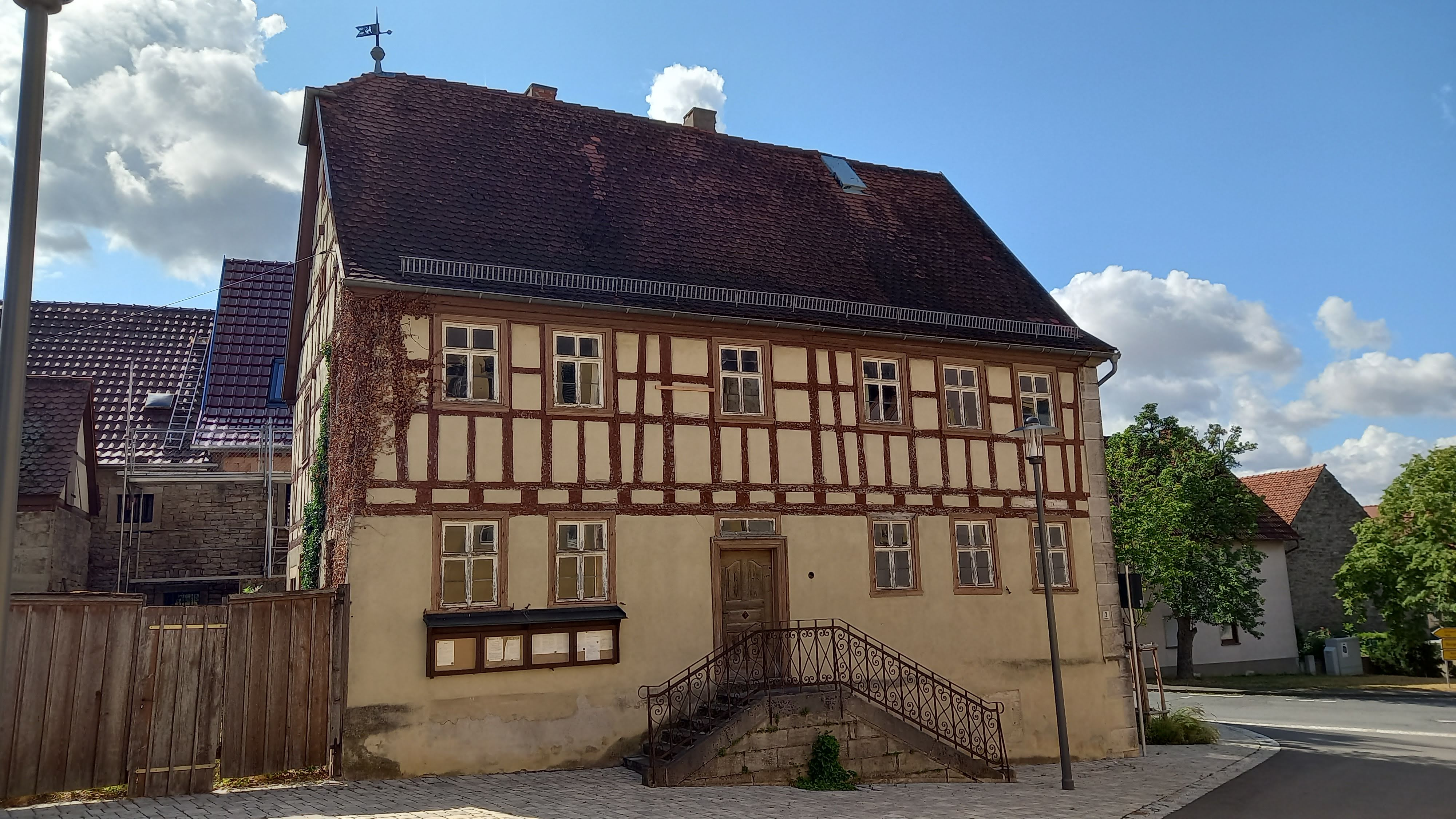
Rathaus, spätes 18. Jahrhundert
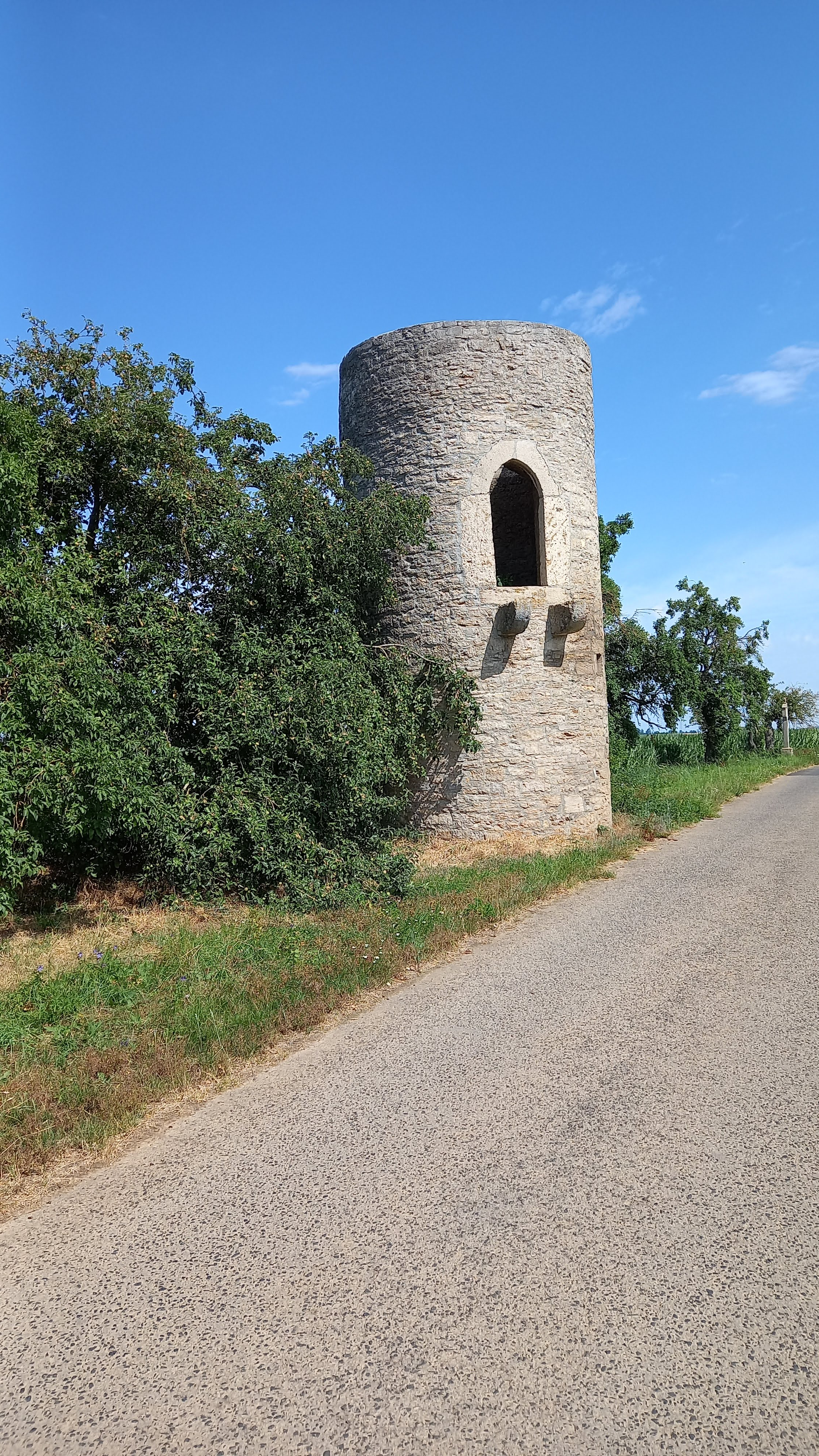
Baldersheim, Wartturm, 15. Jahrhundert
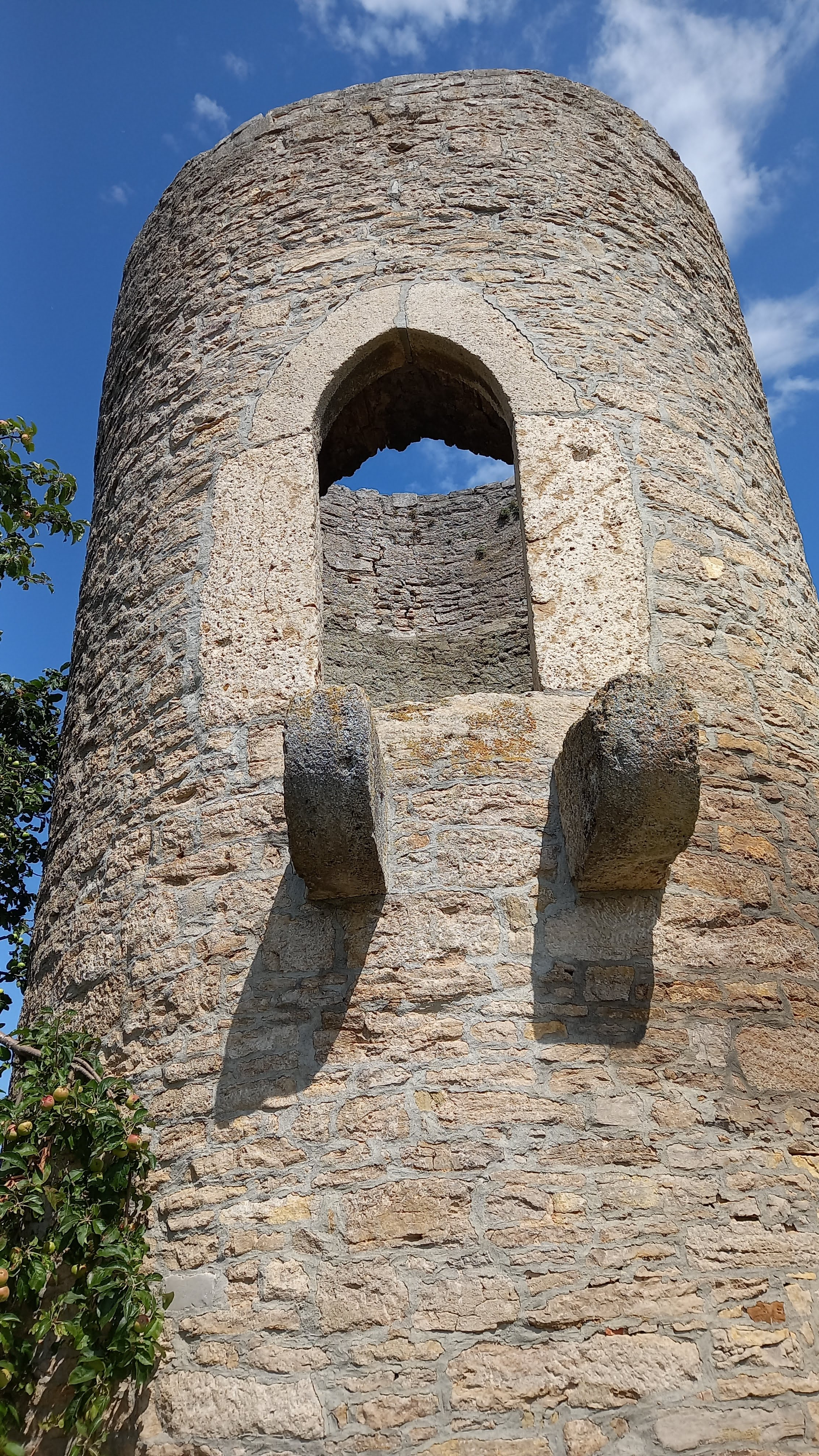
Baldersheim, Wartturm
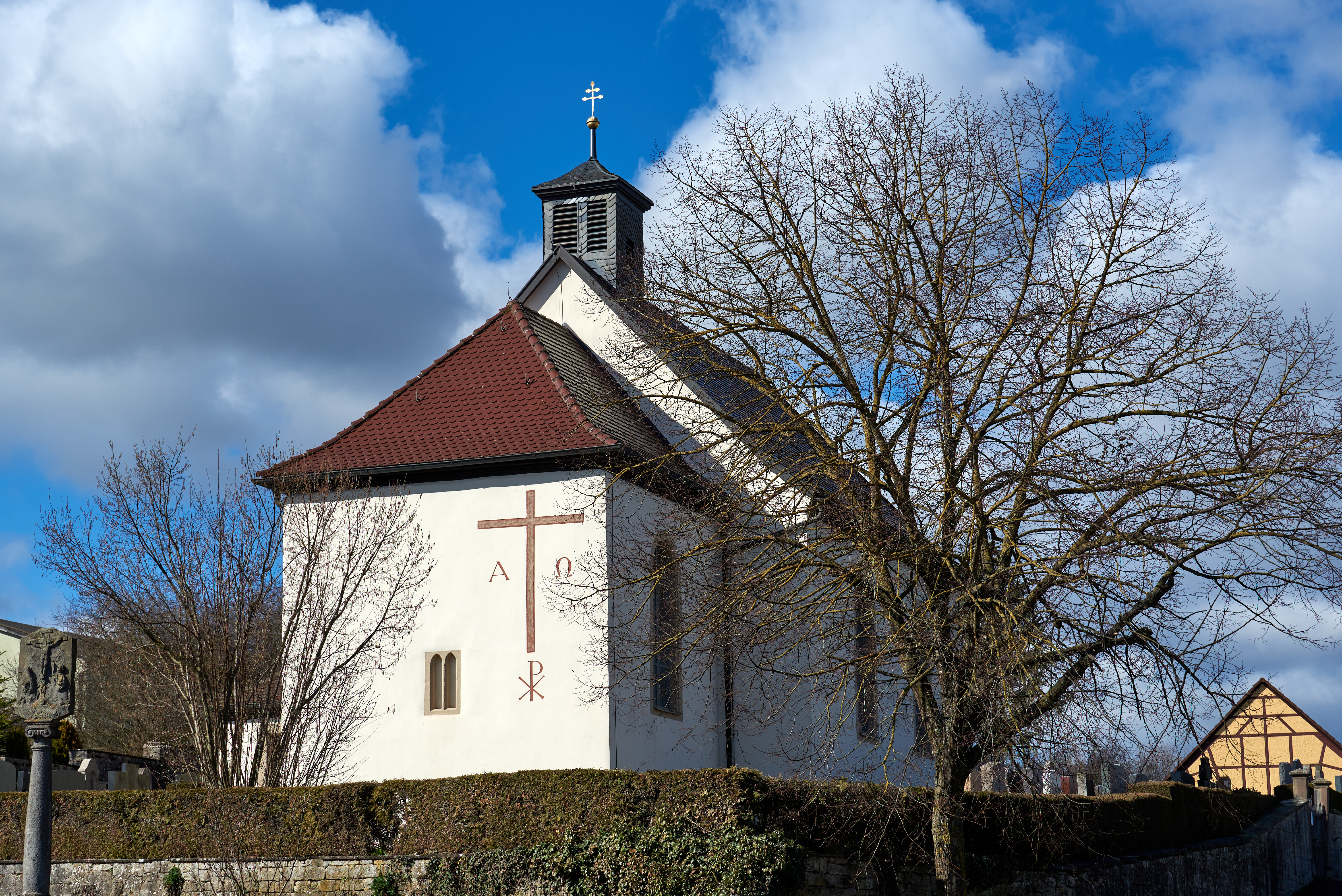
Laurentiuskapelle, 18. Jahrhundert